# Catacumba de Pretextato

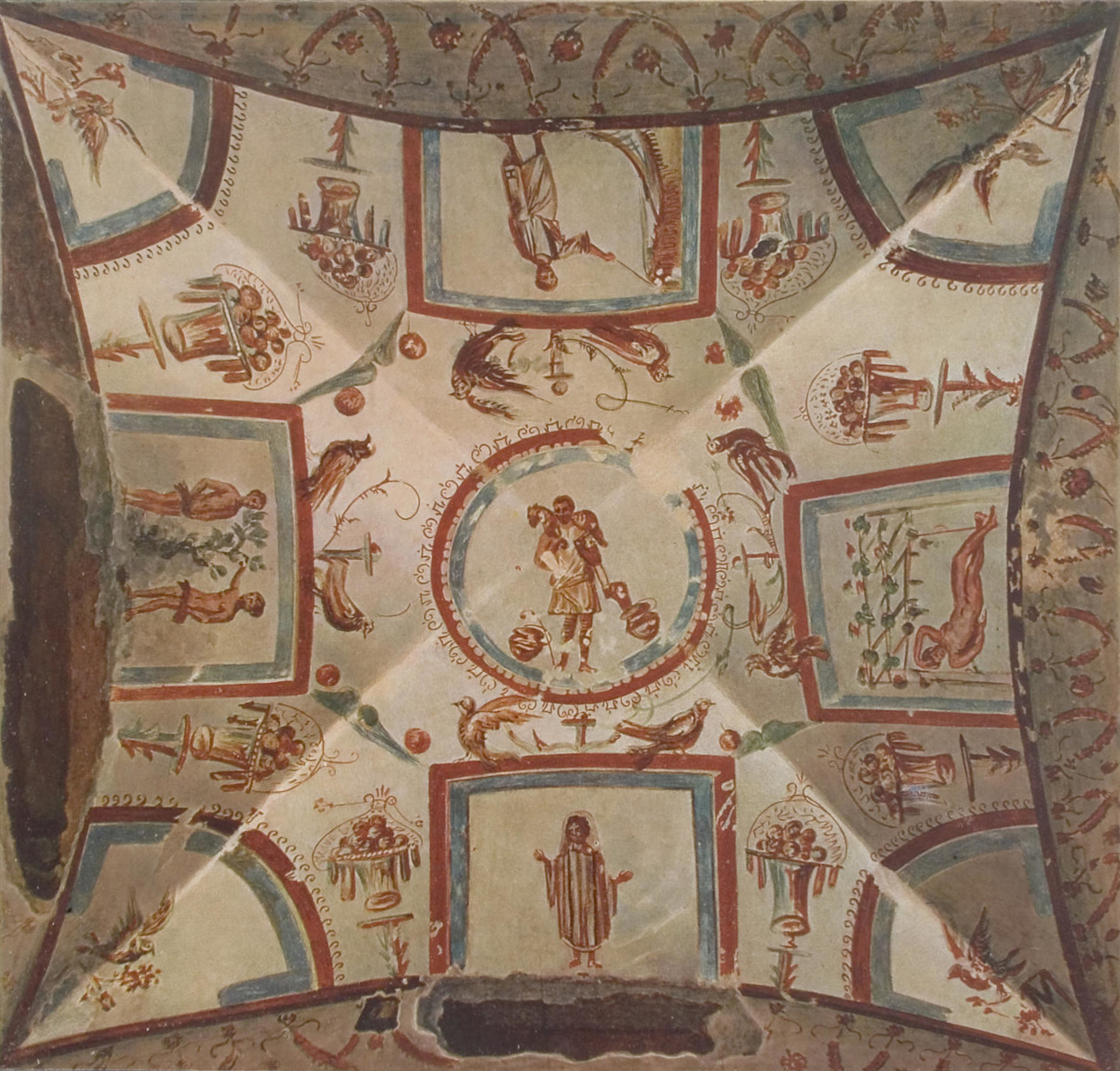
Vista do teto de um dos quatro recintos da spelunca magna.

Catacumba de Pretextato é uma catacumba romana localizada do lado esquerdo da Via Ápia Antiga, no quartiere Appio-Latino de Roma. Atualmente o acesso se dá através da Via Appia Pignatelli.

## Nome e localização
O nome da catacumba, como ocorre na maior parte das catacumbas de Roma, deriva do nome do fundador ou do proprietário do terreno no qual o complexo hipogeu foi escavado.
O núcleo principal (o primeiro nível) é composto por uma longa galeria, originalmente utilizada como cisterna subterrânea, transformada mais tarde em um cemitério hipogeu. Conhecida como "spelunca magna", foi escavada no século II e utilizado como cemitério no século III. Em seguida (século IV) foi escavado um nível mais profundo abaixo da spelunca magna, com um acesso próprio e independente do primeiro nível. Estes dois foram ampliados com galerias e cubículos, anexando outros sepulcros hipogeus preexistentes.
Muito rico em monumentos e artefatos é o nível acima do solo, utilizado já na época anterior à legalização do cristianismo (313) como local de sepultamento da aristocracia senatorial e da família imperial: ali foi descoberto o sarcófago do imperador Balbino (238), hoje conservado no quadripórtico do complexo cemiterial. Com o advento do cristianismo, este espaço ganhou novos monumentos. Os documentos da Alta Idade Média, em particular os itinerários para peregrinos, falam de duas basílicas, uma dedicada aos santos Tibúrcio, Valeriano e Máximo e outra a São Zanone: nada restou de nenhuma das duas. Mas ainda estão no local restos de dois mausoléus: um com uma planta "hexaconcha" (um mausoléu redondo com seis nichos) e um com uma planta quadrada com seis êxedras laterais. Basílicas, mausoléus e catacumbas constituíam nos séculos VI-VII uma espécie de vasto santuário muito procurado pelos peregrinos.

## História
O cemitério de Pretextato ficava nas imediações da Villa de Herodes Ático, que mandou construir um mausoléu para sua esposa no local, hoje identificado com a igreja de Sant'Urbano alla Caffarella, e também da Villa de Maxêncio. Foi transformado no período paleocristão em um verdadeiro santuário, onde viveu, por um certo tempo, o papa João III (r. 561-574). Todo o complexo foi restaurado, segundo o Liber Pontificalis, em 731 pelo papa Gregório III e novamente, no final do século VIII, pelo papa Adriano I.

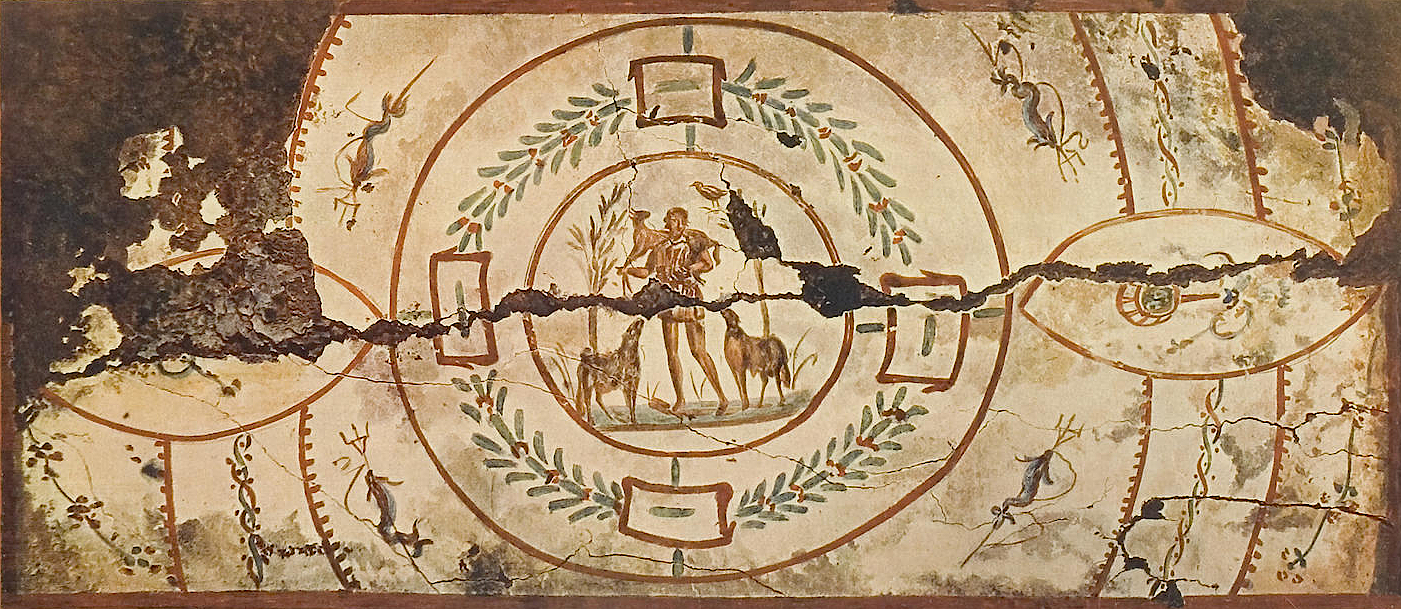
Detalhe do afresco do cordeiro entre dois lobos.

Caído no esquecimento e abandonado, o complexo voltou a ser visitado a partir do século XV. Foi descoberta uma escada de acesso a partir do Parco della Caffarella, ainda utilizada no século XIX, na época de Giovanni Battista de Rossi: diversos grafitos e assinaturas atestam a visita de muitos curiosos e peregrinos. Foi o próprio Rossi que, em 1852, anunciou não apenas a descoberta da catacumba, mas também a identificou como sendo a de Pretextato. Em período mais recente, o local foi estudado, principalmente por Enrico Josi e Francesco Tolotti na década de 1960.

## Santos e mártires

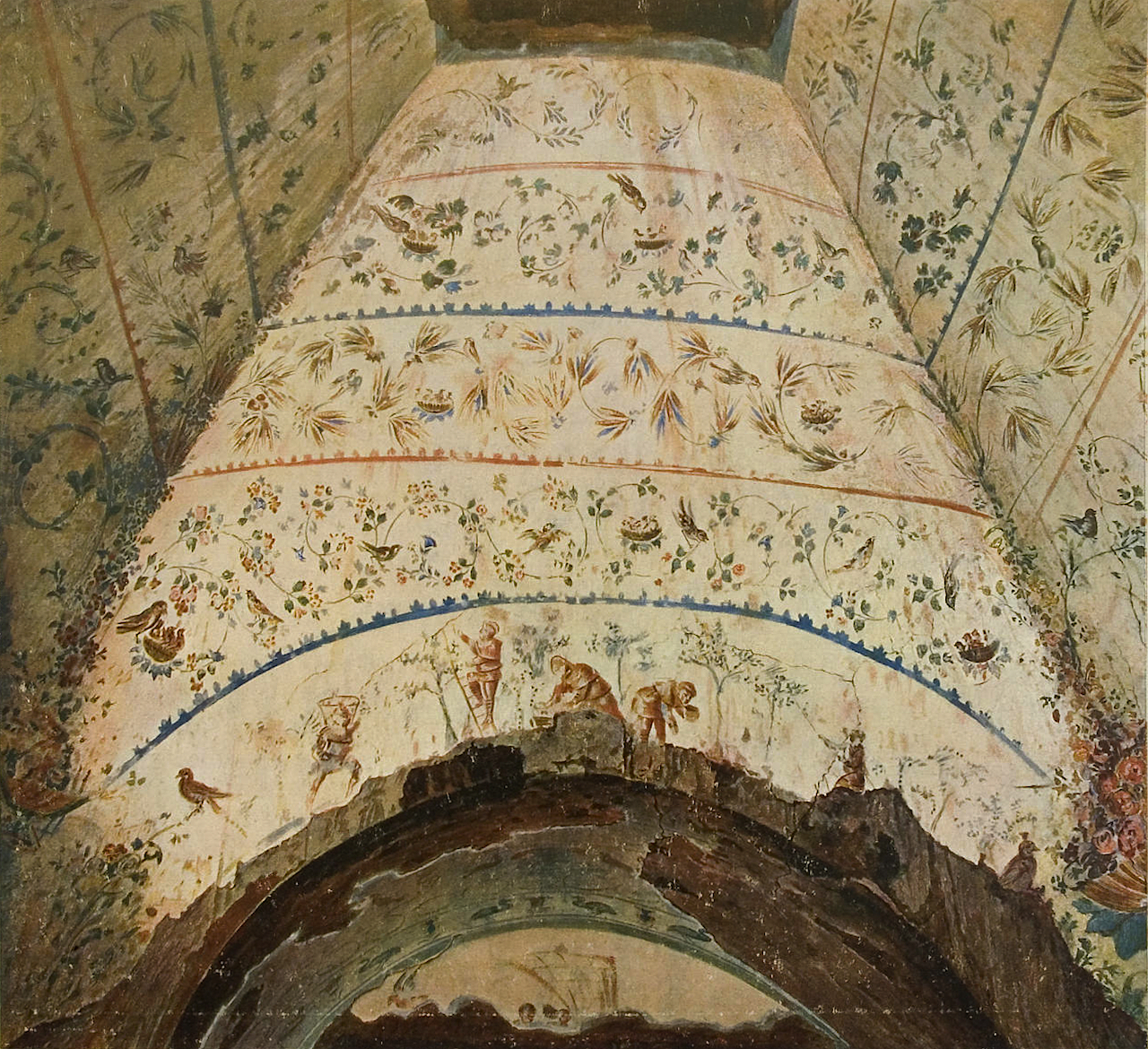
Vista do interior.

Assim como outras catacumbas, também na de Pretextato são celebrados e lembrados diversos santos e mártires. Nas duas basílicas acima do solo eram celebrados os santos Tibúrcio, Valeriano, Máximo e Zanone. Na spelunca magna estavam quatro estações devocionais para os peregrinos, nas quais estavam sepultados cinco mártires: os bispos Urbano (papa Urbano I), Felicíssimo e Agapito, diáconos do papa Sisto II, e os mártires Quirino e São Januário, um dos sete filhos de Santa Felicidade.
A Notitia ecclesiarum urbis Romae, um itinerário para peregrinos conhecido também como "Itinerário de Salzburgo" por ter sido descoberto num códice localizado na cidade e hoje conservado na Biblioteca Nacional Austríaca em Viena, informa o exato percurso percorrido pelos peregrinos: eles visitaram primeiro a basílica de Tibúrcio, Valeriano e Máximo, depois desciam para a catacumba passando pelas estações com os santos e mártires e finalmente visitavam a segunda basílica, a de São Zanone.
De todos os lugares de culto, hipogeus e estações devocionais, o único identificado com certeza atualmente é o de Januário; dos demais, nada restou ou não foram corretamente identificados. A identificação do local de sepultamento de Januário só foi possível por causa da descoberta de fragmentos de mármore que, recompostos, revelaram uma mensagem dedicatória do papa Dâmaso I: "Beatissimo martyri Ianuario Damasus episcop. fecit". Curiosa é, também, a história de uma outra laje de mármore da época de Dâmaso I e dedicada aos santos Felicíssimo e Agapito: passada por muitas mãos e utilizada para fins diversos (inclusive como base de corte em um laboratório de mármore), foi descoberta por Enrico Josi em 1927 quebrada em três partes durante as obras de demolição da igreja de San Nicola dei Cesarini: os três pedaços estavam sendo reutilizados no piso da igreja.

## Descrição
A Catacumba de Pretextato é uma das mais ricas do ponto de vista arquitetônico, epigráfico e iconográfico. De valor mais relevante é o cubículo conhecido como "coronatio", cujas pinturas são datadas nos primeiros decênios do século III. A cena está localizada na parte alta da parede da esquerda a partir da entrada e é composta por três figuras: o personagem na extrema direita tem na cabeça uma coroa de ramos; a figura central tem nas mãos um ramo com botões, com o qual ele toca a cabeça do homem coroado. Acredita-se que ela seja uma representação da coroação de Jesus com a coroa de espinhos (Mateus 27:27–30). Perto dela estão outras cenas do Novo Testamento: a Ressurreição de Lázaro, a Samaritana no poço e Jesus curando a mulher com sangramento,
Ao longo da spelunca magna estão as "criptas históricas", como De Rossi as chamava, e que ele, erroneamente, havia identificado como as estações devocionais dedicadas aos mártires: uma delas é certamente o local onde estava Januário, aquela na qual foram recuperadas colunas de pórfiro; os outros três ambientes são caracterizados por uma atenção aos detalhes, por uma policromia viva e brilhante e por uma uma certa monumentalidade arquitetônica semelhante à dos mausoléus na superfície. De particular interesse é a chamada "cripta quadrada" ou "cripta das estações": um ambiente quadrado com três grandes nichos de um lado e uma entrada monumental, constituída de um arco flanqueado por duas colunas com bases e capitéis, além de soleira e arquitrave em mármore de Carrara. O nome do recinto deriva dos afrescos na abóbada, que representam quatro momentos distintos do ano: a colheita, a vindima, a colheita das azeitonas e a colheita das flores.
Em um espaço anexo à spelunca magna está o "Arcossólio de Celerina", no qual está representado o episódio do Antigo Testamento de Susana e os Anciãos na forma de um cordeiro entre dois lobos. Finalmente, a Catacumba de Pretextato é a única catacumba romana na qual foi descoberta também a chamada "casa de custódia" que servia como o ingresso monumental da catacumba, na verdade um vestíbulo e uma longa varanda onde descansavam os peregrinos: hoje restam poucos restos relativos ao piso térreo.